# Metabolismo antropogénico
O metabolismo antropogénico, também conhecido como metabolismo da antroposfera, é um termo usado em ecologia industrial, análise de fluxo de materiais e gestão de resíduos para descrever a rotatividade de materiais e energia da sociedade humana. Ela surge da aplicação do pensamento sistémico às atividades industriais e outras atividades criadas pelo homem e é um conceito central do desenvolvimento sustentável. Nas sociedades modernas, a maior parte dos fluxos de materiais antropogénicos (artificiais) está relacionada com uma das seguintes atividades: saneamento, transporte, habitação e comunicação, que eram "de pouca importância metabólica nos tempos pré-históricos". As reservas mundiais de aço produzidas pelo Homem em edifícios, infraestruturas e veículos, por exemplo, ascendem a cerca de 25 gigatoneladas (mais de três toneladas por pessoa), um valor que só é superado por materiais de construção como o betão. O desenvolvimento sustentável está intimamente ligado ao desenho de um metabolismo antropogénico sustentável, o que implicará mudanças substanciais na rotatividade de energia e materiais das diferentes atividades humanas. O metabolismo antropogénico pode ser visto como sinonimo de metabolismo social ou socioeconómico. Abrange tanto o metabolismo industrial quanto o metabolismo urbano.

## Efeitos negativos
Em termos leigos, o metabolismo antropogénico indica o impacto humano no mundo causado pelo mundo industrializado moderno. Muitos destes impactos incluem gestão de resíduos, pegadas ecológicas, pegadas hídricas e análise de fluxo (ou seja, a taxa na qual cada ser humano esgota a energia ao seu redor). A maior parte do metabolismo antropogénico ocorre em países desenvolvidos. Segundo Rosales, "o crescimento económico é atualmente a principal causa do aumento das alterações climáticas, e as alterações climáticas são um dos principais mecanismos de perda de biodiversidade; por isso, o crescimento económico é um importante catalisador da perda de biodiversidade".
Uma pegada hídrica é a quantidade de água que cada pessoa usa na sua vida diária. A maior parte da água do mundo é salgada e não pode ser usada na alimentação humana nem no abastecimento de água. Portanto, as fontes de água doce que antes eram abundantes agora estão a diminuir devido ao metabolismo antropogénico da população em crescimento. A pegada hídrica abrange a quantidade de água doce necessária para as necessidades de cada consumidor. De acordo com J. Allan, "há um enorme impacto do uso da água nos estoques de águas superficiais e subterrâneas e nos fluxos aos quais a água é devolvida após o uso. Estes impactos são particularmente altos nas indústrias de manufatura. Por exemplo, há menos de 10 economias no mundo que têm um excedente significativo de água, mas que essas economias conseguiram suprir, ou têm potencial para suprir, os déficits hídricos das outras 190 economias. Os consumidores desfrutam da ilusão da segurança alimentar e hídrica proporcionada pelo comércio virtual de água.
Além disso, a pegada ecológica é uma maneira mais económica e focada no território de analisar o impacto humano. Os países desenvolvidos tendem a ter pegadas ecológicas maiores, que não correspondem estritamente à população total do país. Segundo a pesquisa de Dias de Oliveira, Vaughan e Rykiel, "A Pegada Ecológica... é uma ferramenta de contabilidade baseada em dois conceitos fundamentais, sustentabilidade e capacidade de suporte. Ela permite estimar o consumo de recursos e as necessidades de assimilação de resíduos de uma população humana definida ou de um setor da economia em termos de área de terra produtiva correspondente."
Um dos principais ciclos aos quais os humanos podem contribuir e que causam um grande impacto nas alterações climáticas é o ciclo do nitrogénio. Isto vem dos fertilizantes de nitrogénio que os humanos usam. Gruber e Galloway pesquisaram: "A aceleração maciça do ciclo do nitrogénio causada pela produção e uso industrial de fertilizantes artificiais de nitrogénio em todo o mundo levou a uma série de problemas ambientais. O mais importante é como a disponibilidade de nitrogénio afetará a capacidade da biosfera da Terra de continuar a absorver carbono da atmosfera e, assim, continuar a ajudar a mitigar as alterações climáticas."
O ciclo do carbono é outro grande contribuinte para as alterações climáticas, principalmente devido ao metabolismo antropogénico. Alguns exemplos de como os humanos contribuem para o carbono na atmosfera são a queima de combustíveis fósseis e o desmatamento. Ao analisar de perto o ciclo do carbono, Peng, Thomas e Tian descobriram que "é reconhecido que as atividades humanas, como a queima de combustíveis fósseis, a mudança no uso da terra e a exploração florestal em grande escala, resultaram no aumento dos gases de efeito de estufa na atmosfera desde o início da Revolução Industrial. Acredita-se que as quantidades crescentes de gases de efeito de estufa, particularmente CO2 na atmosfera, tenham induzido as alterações climáticas e o aquecimento global."
O impacto das alterações climáticas vai além dos humanos. Há uma previsão de extinção de espécies devido aos seus habitats serem afetados. Um exemplo disso são os animais marinhos. Existem grandes impactos nos sistemas marinhos como resultado do metabolismo antropogénico, de acordo com Blaustein, as descobertas dramáticas indicam que "cada quilómetro quadrado [é] afetado por algum fator antropogénico de mudança ecológica".
Os efeitos negativos do metabolismo antropogénico são vistos através da pegada hídrica, da pegada ecológica, do ciclo do carbono e do ciclo do nitrogénio. Estudos sobre o ecossistema marinho mostram grandes impactos causados por humanos e países desenvolvidos que incluem mais indústrias, portanto, mais metabolismo antropogénico.